# Peneothello
Peneothello es un género de Aves Passeriformes de la familia de los Petroicidae, tiene cuatro especies reconocidas científicamente.

## Especies
- Peneothello bimaculata  (Salvadori, 1874)
- Peneothello cryptoleuca  (Hartert, 1930)
- Peneothello cyanus  (Salvadori, 1874)
- Peneothello sigillatus  (De Vis, 1890)